# Fort Yuma
Le fort Yuma est un fort en Californie, situé dans le comté d'Imperial, en face du fleuve Colorado par rapport à Yuma en Arizona. Il est sur la route du Butterfield Overland Mail (en) entre 1858 et 1861, et est abandonné le 16 mai 1883, et transféré au département de l'Intérieur. L'école indienne de fort Yuma et la mission indienne Yuma de Saint Thomas (en) occupent maintenant le site. C'est un des « sites associés » répertoriés en tant que carrefour et sites associés Yumas (en) sur le Registre national des lieux historiques dans la zone de mémoire nationale du carrefour Yuma. De plus, il est enregistré en tant que marqueur historique de Californie #806.

## Histoire

### Avant la guerre de Sécession
Fondé en premier après la fin de la guerre américano-mexicaine (1848), le fort est d'abord situé au pied du fleuve Colorado, moins d'un kilomètre six cents (un mile) au-dessous l'embouche de la rivière Gila. Il est construit pour défendre la communauté récemment implantée de Yuma, dans le territoire du Nouveau-Mexique, située sur l'autre rive du fleuve Colorado, et à proximité de la frontière mexicaine.
En mars 1851, le poste est déplacé sur une petite élévation sur la rive ouest du Colorado. Ce site avait été occupé par le camp Calhoun, nommé en référence au sénateur John C. Calhoun. Il est fondé le 2 octobre 1849 par le premier lieutenant Cave J. Couts, du 1st Dragoons, pour le groupe de relevé topographique de la frontière dirigé par le second lieutenant Amiel W. Whipple du corps des ingénieurs topographiques. Un service de ferry, maintenu par les soldats pour la commodité du groupe de relevé topographique est aussi utile aux émigrants.
Le fort Yuma est fondé pendant la guerre des Yumas (en) pour protéger la route des émigrants de sud vers la Californie et pour tenter de contrôler le territoire quechan et yuma, sur leurs terres natales, dans la région avoisinante à 160 kilomètres (100 miles). Fondé par le capitaine Samuel P. Heintzelman, du 2nd Infantry Regiment (en), le fort est nommé à l'origine « camp Independence ».
En mars 1851, lorsque le poste est déplacé sur son emplacement définitif, son nom change en « camp Yuma ». Un an plus tard, le poste est désigné en tant que « fort Yuma ». En juin 1851, l'armée abandonne pratiquement le poste en raison des frais importants pour le maintenir, et il est complètement abandonné le 6 décembre 1861, quand ses réserves sont pratiquement vides. Le poste, néanmoins, est réoccupé par la capitaine Heintzelman le 29 février 1852.
Il est difficile de ravitailler le poste pendant les premières années. Les ravitaillements en nourriture et les matériaux de construction sont envoyés par bateau à partir de San Diego en Californie, autour de la péninsule de Basse-Californie et remontant le golfe de Californie jusqu'à l'embouche du fleuve Colorado dans le delta du fleuve Colorado (en) au Mexique. Le travail de transfert des biens par chariots de ce point et leur voyage au travers du désert de Yuma et du désert Yuha (en) jusqu'à Yuma est rigoureux et chronophage. La vie dans le poste est dur et la détermination militaire de maintenir une garnison là vacille. Ce n'est après août 1852 que le camp Yuma temporaire devient le fort Yuma permanent, et l'armée se résout à se maintenir pour de bon. En novembre 1852, un bateau à vapeur, Uncle Sam, est lancé, et en décembre, il commence à transporter des cargaisons sur le fleuve Colorado de Robinson's Landing (en), il arrive au fort Yuma et débarque trente-deux tonnes de biens le 3 décembre. Les bateaux à vapeur continuent de ravitailler le fort et plus tard les colonies sur le fleuve Colorado par ce chemin jusqu'à l'arrivée du chemin de fer en 1877.
Une seule action militaire survient au fort lorsque les guerriers Yumas l'encerclent pendant la guerre des Yumas (en), piégeant temporairement le futur général Thomas William Sweeny (en) et quelques autres.
De 1858 à 1861, le Butterfield Overland Mail (en) à un relais près du fort, qui sera utilisé ensuite par d'autres lignes de diligences jusqu'à l'arrivée du chemin de fer en 1877.

### Guerre de Sécession
Pendant la guerre de Sécession, l'Union garde le contrôle du fort Yuma lorsque le 1st California Infantry remplace les soldats de l'armée régulière envoyés à l'est en décembre 1861. La partie méridionale du territoire du Nouveau-Mexique fait sécession, devenant le territoire confédéré de l'Arizona jusqu'en 1862 lorsque la colonne de Californie marchant de fort Yuma expulse la Confédération, entrant aussi loin sur l'ouest du Texas. En 1863, l'Union prend le contrôle de la région en tant que territoire de l'Arizona. Le fort Yuma sert de dépôt de ravitaillement pour les garnisons de l'Union. Il n'y a pas de bataille au fort parce que l'ouest des États-Unis est très éloigné de la guerre de Sécession.

### Après la guerre de Sécession
Le fort Yuma est étroitement associé au parc historique de l'État du dépôt des quartiers-maîtres de Yuma (en) sur la rive de l'Arizona du fleuve, qui fournit le ravitaillement militaire et le personnel pour les postes dans l'Arizona et le Nouveau-Mexique. Le dépôt des quartiers-maîtres est actif entre 1864 et 1891, bien que l'armée ait terminé la plupart des opérations huit ans plus tôt.
Le dépôt est utilisé par l'armée pour stocker et distribuer le ravitaillement pour tous les postes en Arizona, au Nevada, en Utah, au Nouveau-Mexique et au Texas pendant la période des guerres indiennes. Six mois de ravitaillement en habillement, nourriture, munition et autres biens sont stockés dans le dépôt en permanence. Les fournitures sont acheminées de Californie par bateau autour de la péninsule de Basse-Californie jusqu'au port Isabel à Sonora (en) près de l'embouchure du fleuve Colorado. Là, les cargaisons sont transférées sur des bateaux à vapuer fluviaux et acheminées jusqu'à Yuma.
Les fournitures sont déchargées dans le dépôt et tirées sur une voie ferrée du dock jusqu'à un entrepôt. Le dépôt contient jusqu'à 900 mules et équipages pour les conduire. Le chemin de fer du Pacifique sud atteint Yuma en 1877. À partir de ce moment, le besoin d'un dépôt des quartiers-maîtres et du fort Yuma disparaît, et ils sont abandonnés le 16 mai 1883. La réserve est transférée au département de l'intérieur le 22 juillet 1884.

## Actuellement

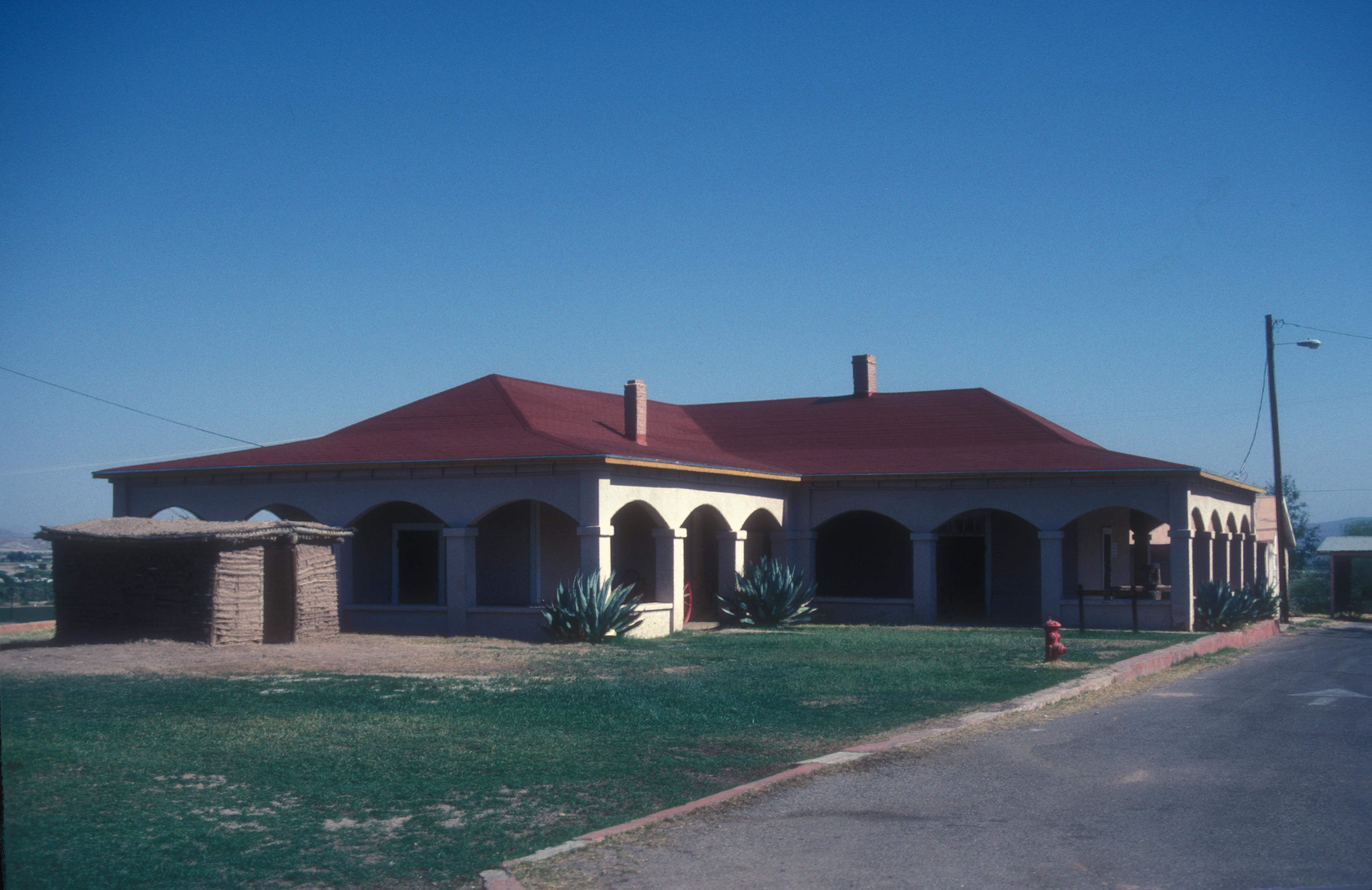
Photo de Fort Yuma, dans le Comté Impérial

Le fort Yuma fait maintenant partie de la réserve indienne de fort Yuma (en). De nombreux bâtiments historiques restent de la période militaire dans le carrefour et les sites associés Yumas (en) de la zone de mémoire nationale du carrefour Yuma. La prison territoriale de Yuma (en) et le parc historique de l'État du dépôt des quartiers-maîtres de Yuma (en) sont en Arizona avec des bâtiments conservés ou reconstruits et avec des musées.
Le Yuma Proving Grounds (en) est un descendant direct de ces postes militaires dans la région de Yuma.